# Tingsrydtravet
Tingsrydtravet är en travbana i Tingsryd i Kronobergs län. Travbanan är landets yngsta och invigdes 2003. Den är belägen 2,5 km söder om Tingsryd.

## Om banan
Banan mäter 1 mile, 1 609 meter, runt om, och är Sveriges enda milebana för tävlingsverksamhet.
Banan är byggd för världsrekordfart och har den amerikanska travbanan Meadowlands Racetrack som förebild. En milebana har längre och vidare kurvor än en vanlig bana. Detta är en av orsakerna till att det går fortare på en milebana, och många världsrekord sätts på dessa banor. Sveriges övriga travbanor är 1 000 meter eller 800 meter runt om. 
Domartornet på Tingsrydtravet är placerat utanför banan vilket är ovanligt då domartornen brukar stå innanför banan. 
Betting Pacer innehar det absoluta banrekordet med tiden 1.09,0. Rekordet sattes i ett sprinterlopp över 1 609 meter den 14 juni 2023 tillsammans med kusken Björn Goop.
Sedan 2021 har Tingsrydtravet Sveriges längsta upplopp på 285 meter. Tidigare mätte det 218 meter.

## Konkurs
Den 21 maj 2015 försattes den dåvarande ägaren Tingvalla Travsällskap i konkurs. Travbanan köptes av Tingsryds kommun och har hyrts ut till en hästförening. Viss travtävlingsverksamhet återupptogs från hösten 2016.

## Bilder

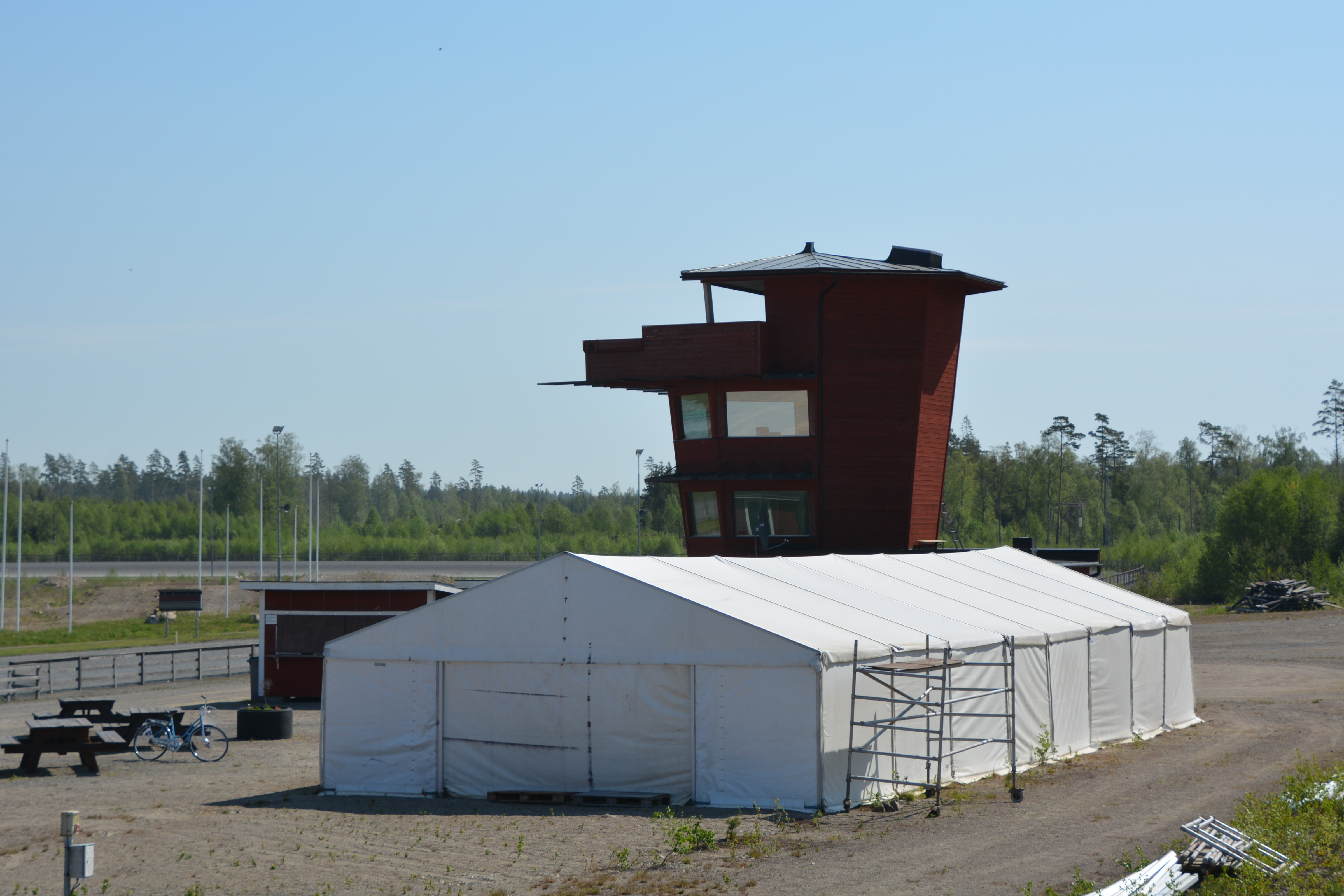
Domartornet som står på publikplats